# 2002年ソルトレークシティオリンピックのオーストリア選手団
2002年ソルトレークシティオリンピックのオーストリア選手団（2002ねんソルトレークシティオリンピックのオーストリアせんしゅだん）は、2002年2月8日から2月24日までアメリカ合衆国のソルトレイクシティで開催された2002年ソルトレークシティオリンピックのオーストリア選手団、およびその競技結果。

## 概要
今大会は、金メダルは3個、銀メダル4個、銅メダル10個の合計17個のメダルを獲得した。
スケルトン男子では、マルティン・レトルがオリンピックのスケルトン競技オーストリア勢初メダルとなる銀メダルを獲得した。

## メダル
| メダル | 選手名                                                                                      | 競技                   | 種目               |
| ------ | ------------------------------------------------------------------------------------------- | ---------------------- | ------------------ |
| 金     | フリッツ・シュトロブル                                                                      | アルペンスキー         | 男子滑降           |
| 金     | シュテファン・エバーハーター                                                                | アルペンスキー         | 男子大回転         |
| 金     | クリスティアン・ホフマン                                                                    | クロスカントリースキー | 男子30kmフリー     |
| 銀     | シュテファン・エバーハーター                                                                | アルペンスキー         | 男子スーパー大回転 |
| 銀     | レナーテ・ゲーチュル                                                                        | アルペンスキー         | 女子複合           |
| 銀     | ミハエル・ボトビノフ                                                                        | クロスカントリースキー | 男子30kmフリー     |
| 銀     | マルティン・レトル                                                                          | スケルトン             | 男子               |
| 銅     | シュテファン・エバーハーター                                                                | アルペンスキー         | 男子滑降           |
| 銅     | レナーテ・ゲーチュル                                                                        | アルペンスキー         | 女子滑降           |
| 銅     | ベンヤミン・ライヒ                                                                          | アルペンスキー         | 男子複合           |
| 銅     | ベンヤミン・ライヒ                                                                          | アルペンスキー         | 男子回転           |
| 銅     | アンドレアス・シフェラー                                                                    | アルペンスキー         | 男子スーパー大回転 |
| 銅     | フェリックス・ゴットワルト                                                                  | ノルディック複合       | 男子個人           |
| 銅     | フェリックス・ゴットワルト                                                                  | ノルディック複合       | 男子スプリント     |
| 銅     | クリストフ・ビーラー ミヒャエル・グルーバー マリオ・シュテヒャー フェリックス・ゴットワルト | ノルディック複合       | 男子団体           |
| 銅     | ウォルフガング・ペルナー                                                                    | バイアスロン           | 男子10kmスプリント |
| 銅     | マルクス・プロック                                                                          | リュージュ             | 男子1人乗り        |